# Martin Schwenk (Künstler)
Martin Schwenk (* 1960 in Bonn) ist ein deutscher Bildhauer, Installationskünstler und Zeichner.
Schwenk studierte von 1981 bis 1988 an der Kunstakademie Düsseldorf, wo er Meisterschüler bei Günther Uecker war. 1995 hielt er sich mittels eines Karl-Schmidt-Rottluff-Stipendiums im „Deutschen Studienzentrum“ in Venedig auf. 1998
bekam er eine Projektförderung durch die Stiftung Kunst und Kultur des Landes Nordrhein-Westfalen. Von 1999 bis 2003 hatte er einen Lehrauftrag im Orientierungsbereich an der Kunstakademie Düsseldorf. Von 2001 bis 2002 machte er Transfer Kultursekretariat Israel-Nordrhein-Westfalen. Seit 2011 ist Schwenk Professor für Bildhauerei an der Kunsthochschule Mainz.